# Uvertura operei Tannhäuser
Uvertura operei Tannhäuser este o pictură în ulei pe pânză de la sfârșitul anilor 1860 a pictorului francez Paul Cézanne, aflată în prezent la Muzeul Ermitaj din Sankt Petersburg, care provine din colecția moscovită a lui Ivan Morozov. Tabloul înfățișează două femei, identificate ca fiind surorile lui Cézanne, dar posibil fiicele unchiului său Dominique Aubert, în casa familiei Cézanne de lângă Aix-en-Provence. Titlul se referă la lucrarea interpretată de pianista din stânga, uvertura operei Tannhäuser de Wagner.